# 等基贯众
等基贯众（学名：Cyrtomium aequibasis）为鳞毛蕨科贯众属下的一个种。

## 扩展阅读
- 維基物種上的相關：等基贯众